# أندري روم
أندري روم هو لاعب كرة قدم بيلاروسي في مركز الدفاع، ولد في 19 يناير 2002 في مدينة ليدا في بيلاروس. لعب مع نادي سلوتسك.

## وصلات خارجية
- أندري روم على موقع قاعدة بيانات كرة القدم.إي يو (الإنجليزية)
- أندري روم على موقع Soccerway.com (الإنجليزية)